# Ruanda a 2004. évi nyári olimpiai játékokon
Ruanda a görögországi Athénban megrendezett 2004. évi nyári olimpiai játékok egyik részt vevő nemzete volt. Az országot az olimpián 2 sportágban 5 sportoló képviselte, akik érmet nem szereztek.

## Atlétika
Férfi
| Versenyző           | Versenyszám | Eredmény | Helyezés |
| ------------------- | ----------- | -------- | -------- |
| Dieudonné Disi      | 10 000 m    | 28:43,19 | 17.      |
| Mathias Ntawulikura | Maraton     | 2:26,05  | 62.      |

Női
| Versenyző             | Versenyszám | Eredmény | Helyezés |
| --------------------- | ----------- | -------- | -------- |
| Épiphanie Nyirabaramé | Maraton     | 2:52,50  | 54.      |

## Úszás
Férfi
| Versenyző     | Versenyszám | Előfutam | Előfutam | Előfutam | Elődöntő | Elődöntő | Elődöntő | Döntő   | Döntő    |
| Versenyző     | Versenyszám | Idő      | Hely.    | Össz.    | Idő      | Hely.    | Össz.    | Idő     | Helyezés |
| ------------- | ----------- | -------- | -------- | -------- | -------- | -------- | -------- | ------- | -------- |
| Leonce Sekama | 50 m gyors  | 28,99    | 4.       | 78.      | kiesett  | kiesett  | kiesett  | kiesett | kiesett  |

Női
| Versenyző                   | Versenyszám | Előfutam | Előfutam | Előfutam | Elődöntő | Elődöntő | Elődöntő | Döntő   | Döntő    |
| Versenyző                   | Versenyszám | Idő      | Hely.    | Össz.    | Idő      | Hely.    | Össz.    | Idő     | Helyezés |
| --------------------------- | ----------- | -------- | -------- | -------- | -------- | -------- | -------- | ------- | -------- |
| Pamela Girimbabazi Rugabira | 100 m mell  | 1:50,39  | 8.       | 48.      | kiesett  | kiesett  | kiesett  | kiesett | kiesett  |